# Металифери
Металифери, известни още и като Металичи или Рудна планини (на румънски: Munţii Metaliferi, Munţii Metalici) е планина в Западна Румъния, заемаща южната част на Западнорумънските планини. Простира се серно от левия бряг на река Муреш (ляв приток на Тиса). На северозапад седловина висока 755 m я свързва с масива Бихор, на изток седловина висока 970 m – с планината Траскъу, а на запад седловина висока 750 m – с ниския хребет Зеранд. Има форма на изпъкнала на юг дъга с по-висока (връх Поенца 1438 m) североизточна и по-ниска (вр. Мъгурая 904 m) западна част. Изградена е предимно от базалти, диабази, андезити, а също кристалинни скали и флишови скали и варовици. Релефът ѝ е дълбоко разчленеен от речни долини, с рязко очертан гребен и конусовидни върхове с вулканичен произход. От планината водят началото си реките Кришул Алб (лява съставяща на Кьорьош), Ампой и др. (десни притоци на Муреш). Склоновете ѝ са заети от букови и смесени гори и пасища. Името на планината произлиза от множеството находища на редки и цветни метали (злато, сребро, цинк, олово и др.) в района на град Бучум. В подножията ѝ бликат няколко минерални и термални източници.